# Ritorno audio

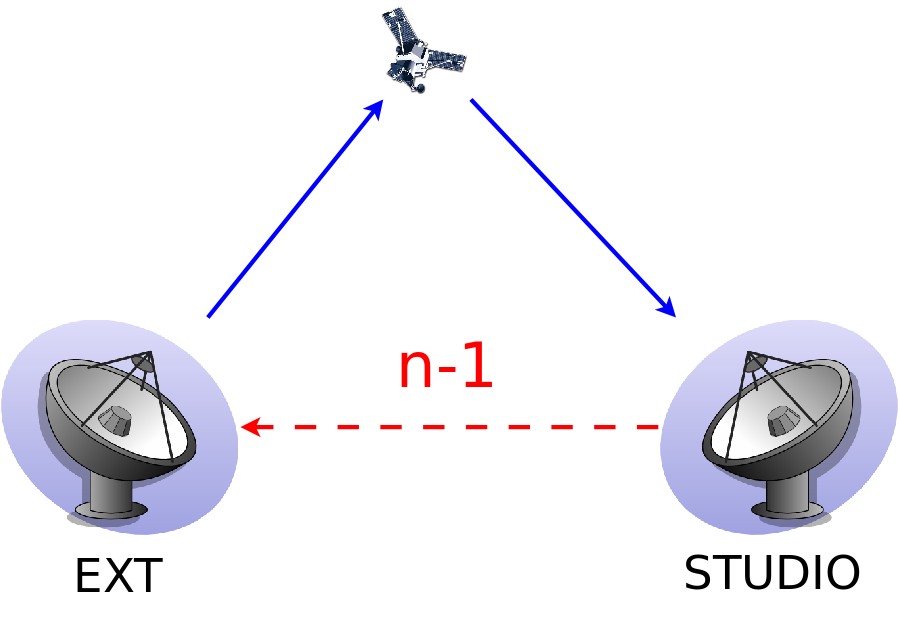
Schema di un ritorno audio verso una sorgente remota.

Il ritorno audio, anche noto come n-1, RX o mix-minus, è il segnale che viene inviato dallo studio verso una o più sorgenti remote, nell'audio professionale. Come si vede nello schema a lato, lo studio riceve il segnale completo dall'unità remota, e le invia il proprio segnale di ritorno.

## Composizione del segnale
L'espressione n-1 si rifà alla notazione del principio di ricorrenza completa di Henri Poincaré, n+1, e indica il missaggio completo dei segnali audio dello studio meno quello ricevuto dall'unità remota. Dal punto di vista concettuale, quindi l'unità remota riceve di ritorno un segnale audio che comprende l'intero prodotto dello studio meno se stessa.

## Il problema della latenza del segnale
Il segnale di ritorno è usato nel caso di trasmissioni in diretta per alimentare le spie di studio e anche eventuali auricolari, in modo che pubblico e conduttori possano sentire la trasmissione generata dallo studio principale.
La necessità del segnale n-1 è dovuta al fatto che il segnale inviato dall'unità remota allo studio può avere una notevole latenza. Solo un ponte radio terrestre analogico può trasferire un segnale televisivo in tempo reale, mentre via satellite c'è sempre un certo ritardo dovuto al tempo che il segnale impiega per compiere il tragitto. Viaggiando alla velocità della luce, è comunque necessario un tempo di circa un terzo di secondo per percorrere i 72.000 km di andata e ritorno dal satellite in orbita geostazionaria. Naturalmente, in realtà la distanza è maggiore perché il satellite non è sullo zenit della parabola.
In caso di una trasmissione digitale, ogni codifica o decodifica MPEG-2 introduce una latenza di 600 ms sul segnale.
In aggiunta a tutto questo, solo in rari casi l'unità remota può disporre di un ritorno video dedicato, e dovrà sintonizzare il segnale dell'emittente con cui si collega tramite un normale ricevitore o decoder, aggiungendo un ulteriore ritardo. Nel caso di trasmissione e ricezione digitale via satellite, si può arrivare a quasi tre secondi di ritardo fa il momento in cui l'unità remota invia il segnale e il momento in cui questa la riceve.
Nell'uso pratico, anche una latenza minima rende il segnale inutilizzabile come ritorno, per via del fastidioso effetto di eco che il giornalista, per esempio, avrebbe tra il momento in cui parla e quello in cui si risente. Inoltre, non è consigliabile fornire un segnale completo agli auricolari, per via del rischio di inneschi. Questo comporta la necessità di avere un segnale di ritorno non ritardato e senza la propria sorgente.

## Mezzo di trasmissione
Il segnale di ritorno viene trasportato da una linea telefonica del tipo a 2 o 4 fili, o qualche volta da un ponte radio terrestre. Una buona alternativa, anche se meno stabile, è l'uso di telefoni cellulari, anche se si preferisce evitarlo per via della poca stabilità (il tempo di connessione necessario può essere di alcune ore). L'interfaccia tra gli impianti audio dello studio e delle unità remote e la linea telefonica è costituita da un ibrido telefonico.

## Ritorni multipli
Discostandosi un po' dalla teoria, l'n-1 è spesso un segnale unico per tutte le unità remote di un singolo programma. Una consuetudine diffusa prevede la generazione di due o tre ritorni, assegnati in base a quali unità remote debbano interagire tra di loro: con lo stesso n-1, infatti, due unità non sono in grado di sentirsi a vicenda. Talvolta, il ritorno audio è semplicemente un'ausiliaria del mixer audio a cui sono assegnati i segnali da inviare all'unità remota, ottenendo un segnale che è utilizzabile come ritorno ma che non è tecnicamente un n-1.

## Altri campi di applicazione
L'uso del segnale n-1 è comune nell'ambito della diffusione sonora, per esempio nel caso di una sala conferenze dove ogni singolo microfono viene amplificato. Ogni postazione riceve il proprio n-1, cioè l'insieme di tutti gli altri microfoni meno il proprio. Questo permette una buona diffusione dell'insieme microfonico ma minimizza l'insorgenza di inneschi.